# Royal Excelsior Mouscron
El Royal Excelsior Mouscron fue un club de fútbol belga, del municipio de Mouscron, en la provincia de Henao. Fue fundado el 1 de julio de 1964, jugaba en la Primera División de Bélgica hasta su desaparición en diciembre de 2009 a causa de las deudas.

## Historia
En 1922 se funda el Association Athlétique Mouscronnoise, equipo que sería fusionado el 1 de julio de 1964 con el Royal Stade Mouscronnois para acabar formando el Excelsior Mouscron. Ese mismo año, el 31 de agosto el nuevo equipo decide cambiar el nombre por el actual, es decir Royal Excelsior Mouscron. En 1990 el club se fusionaría por última vez, en esta ocasión con el Association Athlétique Rapid Club Mouscronnois aunque conservaría el nombre.
En la temporada 1995-96 el equipo consigue llegar a la Primera División Belga tras clasificarse para los play-off que acabaría ganando. Un año más tarde, en su primera temporada en la máxima categoría del fútbol belga, acaba tercero en la liga y obtiene una clasificación histórica para la Copa de la UEFA.
En la siguiente campaña llega el debut en la Copa de la UEFA. En dicha competición se enfrenta en la Segunda ronda clasificatoria al Apollon Limassol de Chipre ante el que no consigue pasar del empate a cero en el partido de ida. En el segundo encuentro, el conjunto belga obtiene el pase a la siguiente ronda al vencer por 3-0. Sin embargo la aventura europea del Excelsior Mouscron no duraría mucho más ya que en la Primera ronda caería ante el FC Metz por 0-2 en casa y 4-1 en Francia. Ese año además se crea la ciudad deportiva Futurosport. 
En 1999 se derrumba el antiguo estadio y se crea uno más moderno. En los dos siguientes años el club disputaría dos finales. La Copa de la Liga Belga, competición que solo se ha disputado en tres ocasiones y en la cual llegó a la final de su tercera edición en la temporada 2000-01. Sin embargo cayó derrotado ante el Anderlecht en los penaltis por 5-3 tras un empate a dos en el partido. La otra final fue en la temporada 2001-02 en la Copa de Bélgica donde nuevamente tendría que conformarse con la segunda plaza, esta vez al perder ante el Club Brujas por 3-1. De todos modos al plantarse en esa final obtendría la clasificación para la Copa de la UEFA de la siguiente temporada ya que el Club Brujas quedó segundo en liga y ya se aseguraba un puesto en competición europea. 
En la temporada 2002-03 vuelve a la Copa de la UEFA por segunda vez en su historia. En esta segunda participación los belgas se enfrentaron al Fylkir Reykjavik en la Ronda clasificatoria obteniendo un empate a uno en Islandia y rematando la clasificación en el partido de vuelta en casa por 3-1. Desgraciadamente para el RE Mouscron, volverían a caer eliminados en la Primera ronda. En esta ocasión el rival fue el Slavia Praga ante el que conseguirían un empate a dos en casa y un arrollador 5-1 en la República Checa con el que llegaría a su fin su segundo paseo por la Copa de la UEFA.
Al final de la temporada 2004-05 el RE Mouscron tuvo problemas financieros, por los cuales el presidente y el alcalde de Mouscron, Jean-Pierre Detremmerie tiene que salir del club, siendo reemplazado por Edward Van Daele. Además se pide a los jugadores con los salarios más altos que abandonen el club. Estos problemas económicos aún perduraron en la entidad.
En la temporada 2005-06, el RE Mouscron llega por segunda vez a una final de la Copa de Bélgica aunque nuevamente quedaría subcampeón. En esa ocasión perdería 2-1 ante el SV Zulte Waregem.
El 24 de abril, el comité de licencias de la federación de fútbol anunció que el Excelsior Mouscron no obtendría una licencia para la próxima temporada en Primera División. El club amenazó con ser relegado a Tercera División y apeló. La licencia aún se obtuvo en apelación.
El entrenador Ariël Jacobs dejó el club al final de la temporada 2006/07 . Fue sucedido por Marc Brys . Brys fue despedido en diciembre de 2007 después de algunos resultados menores y fue reemplazado temporalmente por Geert Broeckaert . Unos días después, Enzo Scifo fue contratado como nuevo entrenador.
En febrero de 2009 , el club estaba al borde de la quiebra debido a problemas económicos del inversor principal. A finales de marzo, Excelsior Mouscron parecía haberse salvado gracias a un nuevo inversor, pero a mediados de abril el club aún no había recibido dinero, por lo que continuaban las dificultades económicas. Las negociaciones con el nuevo inversor fracasaron y el presidente Dufermont se vio obligado a inyectar más dinero en el club. A finales de octubre del 2009, mientras la competencia para la temporada 2009/10 ya estaba en marcha, la licencia del Excelsior Mouscron fue revocada de todos modos. En general, se esperaba que el club, después de una reunión de la junta, anunciara que entraría en liquidación, pero Mouscron presentó una apelación. El próximo partido, contra Standard, se jugó de todos modos, pero después de ese partido, gran parte del cuerpo técnico del club dimitió. El entrenador de porteros Hans Galjé se convirtió en entrenador en jefe temporal, asistido por Eddy Callaert. Mouscron continuó buscando nuevos recursos, pero sin embargo se vio obligado a entrar en liquidación voluntaria el 4 de diciembre. Cuando los jugadores se negaron a jugar, Mouscron no disputó las dos siguientes jornadas contra Cercle Brugge (20 de diciembre) y KV Kortrijk (26 de diciembre). Una tercera ausencia contra KVC Westerlo, dos días después, significó que el Excelsior fuera expulsado definitivamente de Primera División, sucediendo el 28 de diciembre de 2009.
A finales de enero de 2010, se anunció que el club se fusionaría con el equipo de tercera división RRC Péruwelz para formar Mouscron-Péruwelz. En realidad, solo se llevó a cabo un cambio de nombre y reubicación de RRC Péruwelz. Este club iba a jugar sus partidos en casa en el estadio Le Canonnier, bajo el número de licencia de Péruwelz. Por lo tanto, se eliminó definitivamente el número de licencia de Excelsior Mouscron (224). Sin embargo, se fundó un nuevo Péruwelz Football Club en Péruwelz, que comienza en la cuarta C provincial de Hainaut con el número de licencia 9540.

## Uniforme
- Uniforme titular: Camiseta roja con una franja diagonal blanca desde el hombro izquierdo al costado derecho, pantalón rojo, medias rojas.
- Uniforme alternativo: Camiseta celeste con una franja diagonal blanca desde el hombro izquierdo al costado derecho, pantalón celeste, medias celestes.

## Estadio
El estadio Stade Le Canonnier es donde jugaba sus partidos el Royal Excelsior Mouscron y tiene una capacidad de 10.830 personas. Dicho estadio es construido en 1930 pero es derrumbado en 1999 para hacer uno con instalaciones del más alto nivel. Esto incluye una sala de fitness, gimnasio, piscina...
Actualmente está localizado en una zona residencial de fácil acceso, sin embargo las plazas de aparcamiento del estadio son insuficiente por lo que los aficionados tienden a estacionar sus vehículos por la zona residencial. Esto ha ocasionado problemas por los vecinos. Además las oportunidades para la expansión del estadio son muy limitadas por lo que la directiva del club tiene planeado construir uno nuevo donde ahora se sitúa la ciudad deportiva Futurosport.

## Jugadores destacados
Belgas
- Olivier Besengez
- Jonathan Blondel
- Steve Dugardein
- Guillaume François
- Christophe Grégoire
- Christophe Lepoint
- Maxime Lestienne
- Emile Mpenza
- Mbo Mpenza
- Luigi Pieroni
- Frédéric Pierre
- Stefaan Tanghe
- Yves Vanderhaeghe
- Gonzague Vandooren
- Daan Van Gijseghem
- Gordan Vidović
- Walter Baseggio

Otras nacionalidades
- Demba Ba
- Nenad Jestrović
- Idir Ouali
- Alexis Allart
- Ermin Šiljak
- Marcin Żewłakow
- Michał Żewłakow
- Suad Filevićko

## Entrenadores
| - 1964-1965: Rixhon - 1965-1968: Albert Dubreucq - 1968-1969: Pintie - 1969-1971: Jules Bigot - 1971-1972: Jules Vandooren - Orlans - 1972-1973: Desreumaux - 1973-1975: Stockman - 1975-1976: Baert - 1976-1977: Terras - 1977-1978: Albert Dubreucq - 1978-1980: Cornil | - 1980-1981: Baert - 1981-1982: Verriest - Baert - 1982-1984: Baert - 1984-1985: Kinsabil - 1985-1987: Stockman - 1987-1988: Stockman - Besenger - 1988-1989: Ellegeert - 1989-1990: Ellegeert - André Van Maldeghem - 1990-1995: André Van Maldeghem - 1995-1996: Georges Leekens - 1996-1997: Georges Leekens - Gil Vandenbrouck | - 1997-2002: Hugo Broos - 2002-2003: Lorenzo Staelens - 2003-2004: Georges Leekens - 2004-2005: Philippe Saint-Jean - Geert Broeckaert - 2005-2006: Geert Broeckaert - Gil Vandenbrouck - Paul Put - Gil Vandenbrouck - 2006-2007: Gil Vandenbrouck - Ariel Jacobs - 2007-2008: Marc Brys - Enzo Scifo - 2008-2009: Enzo Scifo - 2009: Miroslav Đukić - 2009: Hans Galjé |

## Palmarés

### Torneos nacionales
- Subcampeón de la Segunda División de Bélgica (1): 1993-94
- Playoff ascenso Segunda división belga (1): 1996
- Subcampeón de la Copa de Bélgica (2): 2001-02, 2005-06
- Subcampeón de la Copa de la Liga Belga (1): 2000-01

## Resultados
| Temporada | Nivel | Nivel | Nivel | Nivel | Nivel | División           | Puntos | Observaciones                                                                | Copa  | Europa |
|           | I     | II    | III   | IV    | P.I   |                    |        |                                                                              |       |        |
| --------- | ----- | ----- | ----- | ----- | ----- | ------------------ | ------ | ---------------------------------------------------------------------------- | ----- | ------ |
| 1964/65   |       |       | 12    |       |       | Tercera A          | 28     |                                                                              |       |        |
| 1965/66   |       |       | 5     |       |       | Tercera B          | 36     |                                                                              |       |        |
| 1966/67   |       |       | 10    |       |       | Tercera A          | 27     |                                                                              |       |        |
| 1967/68   |       |       | 6     |       |       | Tercera B          | 32     |                                                                              |       |        |
| 1968/69   |       |       | 11    |       |       | Tercera B          | 26     |                                                                              |       |        |
| 1969/70   |       |       | 5     |       |       | Tercera A          | 34     |                                                                              |       |        |
| 1970/71   |       |       | 2     |       |       | Tercera B          | 38     |                                                                              |       |        |
| 1971/72   |       |       | 16    |       |       | Tercera A          | 19     |                                                                              |       |        |
| 1972/73   |       |       |       | 7     |       | Cuarta B           | 32     |                                                                              |       |        |
| 1973/74   |       |       |       | 10    |       | Cuarta C           | 28     |                                                                              |       |        |
| 1974/75   |       |       |       | 13    |       | Cuarta A           | 27     |                                                                              |       |        |
| 1975/76   |       |       |       | 15    |       | Cuarta A           | 23     |                                                                              |       |        |
| 1976/77   |       |       |       |       | 3     | Primera Prov. Hen. | 40     |                                                                              |       |        |
| 1977/78   |       |       |       |       | 2     | Primera Prov. Hen. | 50     |                                                                              |       |        |
| 1978/79   |       |       |       |       | 1     | Primera Prov. Hen. | 48     |                                                                              |       |        |
| 1979/80   |       |       |       | 6     |       | Cuarta A           | 33     |                                                                              |       |        |
| 1980/81   |       |       |       | 3     |       | Cuarta A           | 36     |                                                                              |       |        |
| 1981/82   |       |       |       | 7     |       | Cuarta A           | 31     |                                                                              |       |        |
| 1982/83   |       |       |       | 2     |       | Cuarta A           | 41     |                                                                              |       |        |
| 1983/84   |       |       |       | 10    |       | Cuarta A           | 30     |                                                                              |       |        |
| 1984/85   |       |       |       | 8     |       | Cuarta A           | 29     |                                                                              |       |        |
| 1985/86   |       |       |       | 2     |       | Cuarta C           | 40     |                                                                              |       |        |
| 1986/87   |       |       |       | 2     |       | Cuarta A           | 43     | El mismo número de puntos que el campeón KFC Roeselare, pero menos victorias |       |        |
| 1987/88   |       |       |       | 8     |       | Cuarta A           | 29     |                                                                              |       |        |
| 1988/89   |       |       |       | 2     |       | Cuarta A           | 43     |                                                                              |       |        |
| 1989/90   |       |       |       | 1     |       | Cuarta A           | 49     |                                                                              |       |        |
| 1990/91   |       |       | 1     |       |       | Tercera A          | 47     |                                                                              |       |        |
| 1991/92   |       | 9     |       |       |       | Segunda            | 28     |                                                                              |       |        |
| 1992/93   |       | 6     |       |       |       | Segunda            | 30     |                                                                              |       |        |
| 1993/94   |       | 2     |       |       |       | Segunda            | 55     | segundo en ronda final con 12 puntos                                         |       |        |
| 1994/95   |       | 4     |       |       |       | Segunda            | 45     | tercero en ronda final con 4 puntos                                          |       |        |
| 1995/96   |       | 3     |       |       |       | Segunda            | 62     | ganó en ronda final con 13 puntos                                            |       |        |
| 1996/97   | 3     |       |       |       |       | Primera            | 61     |                                                                              |       |        |
| 1997/98   | 10    |       |       |       |       | Primera            | 41     |                                                                              |       | 1R     |
| 1998/99   | 4     |       |       |       |       | Primera            | 66     |                                                                              |       |        |
| 1999/00   | 4     |       |       |       |       | Primera            | 57     |                                                                              |       |        |
| 2000/01   | 7     |       |       |       |       | Primera            | 53     |                                                                              |       |        |
| 2001/02   | 6     |       |       |       |       | Primera            | 56     |                                                                              | Final |        |
| 2002/03   | 13    |       |       |       |       | Primera            | 32     |                                                                              |       | 1R     |
| 2003/04   | 5     |       |       |       |       | Primera            | 59     |                                                                              |       |        |
| 2004/05   | 13    |       |       |       |       | Primera            | 36     |                                                                              |       |        |
| 2005/06   | 13    |       |       |       |       | Primera            | 37     |                                                                              | Final |        |
| 2006/07   | 10    |       |       |       |       | Primera            | 42     |                                                                              |       |        |
| 2007/08   | 11    |       |       |       |       | Primera            | 42     |                                                                              |       |        |
| 2008/09   | 11    |       |       |       |       | Primera            | 44     |                                                                              |       |        |
| 2009/10   | 16    |       |       |       |       | Primera            | 0      | resultados cancelados por quiebra                                            |       |        |

## Participación en competiciones de la UEFA
| Temporada | Torneo   | Ronda              | Club             | Casa | Visita | Global |
| --------- | -------- | ------------------ | ---------------- | ---- | ------ | ------ |
| 1997–98   | UEFA Cup | 2.ª Clasificatoria | Apollon Limassol | 3–0  | 0–0    | 3-0    |
| 1997–98   | UEFA Cup | 1                  | FC Metz          | 0–2  | 1–4    | 1-6    |
| 2002–03   | UEFA Cup | Clasificatoria     | Fylkir Reykjavik | 3–1  | 1–1    | 4-2    |
| 2002–03   | UEFA Cup | 1                  | SK Slavia Praha  | 2–2  | 1–5    | 3-7    |